# Llista d'asteroides/170401-170500
| Nom      | Designació provisional | Data de descobriment   | Lloc de descobriment | Descobridor/s |
| -------- | ---------------------- | ---------------------- | -------------------- | ------------- |
| 170401 - | 2003 TX17              | 15 d'octubre de 2003   | Uccle                | T. Pauwels    |
| 170402 - | 2003 TS19              | 15 d'octubre de 2003   | Palomar              | NEAT          |
| 170403 - | 2003 TZ49              | 3 d'octubre de 2003    | Haleakala            | NEAT          |
| 170404 - | 2003 UQ1               | 16 d'octubre de 2003   | Kitt Peak            | Spacewatch    |
| 170405 - | 2003 UK4               | 16 d'octubre de 2003   | Črni Vrh             | Črni Vrh      |
| 170406 - | 2003 UJ15              | 16 d'octubre de 2003   | Kitt Peak            | Spacewatch    |
| 170407 - | 2003 UT16              | 16 d'octubre de 2003   | Palomar              | NEAT          |
| 170408 - | 2003 UL20              | 16 d'octubre de 2003   | Kitt Peak            | Spacewatch    |
| 170409 - | 2003 UK27              | 23 d'octubre de 2003   | Goodricke-Pigott     | R. A. Tucker  |
| 170410 - | 2003 UN27              | 24 d'octubre de 2003   | Goodricke-Pigott     | R. A. Tucker  |
| 170411 - | 2003 UT27              | 22 d'octubre de 2003   | Goodricke-Pigott     | R. A. Tucker  |
| 170412 - | 2003 UX28              | 22 d'octubre de 2003   | Kitt Peak            | Spacewatch    |
| 170413 - | 2003 UG31              | 16 d'octubre de 2003   | Kitt Peak            | Spacewatch    |
| 170414 - | 2003 UG32              | 16 d'octubre de 2003   | Kitt Peak            | Spacewatch    |
| 170415 - | 2003 UV47              | 27 d'octubre de 2003   | Socorro              | LINEAR        |
| 170416 - | 2003 UU52              | 18 d'octubre de 2003   | Palomar              | NEAT          |
| 170417 - | 2003 UF54              | 18 d'octubre de 2003   | Palomar              | NEAT          |
| 170418 - | 2003 UC56              | 19 d'octubre de 2003   | Goodricke-Pigott     | R. A. Tucker  |
| 170419 - | 2003 UN65              | 16 d'octubre de 2003   | Palomar              | NEAT          |
| 170420 - | 2003 UL71              | 19 d'octubre de 2003   | Kitt Peak            | Spacewatch    |
| 170421 - | 2003 UY72              | 19 d'octubre de 2003   | Kitt Peak            | Spacewatch    |
| 170422 - | 2003 UO75              | 17 d'octubre de 2003   | Anderson Mesa        | LONEOS        |
| 170423 - | 2003 UO86              | 18 d'octubre de 2003   | Palomar              | NEAT          |
| 170424 - | 2003 UU86              | 18 d'octubre de 2003   | Palomar              | NEAT          |
| 170425 - | 2003 US90              | 20 d'octubre de 2003   | Socorro              | LINEAR        |
| 170426 - | 2003 UT90              | 20 d'octubre de 2003   | Socorro              | LINEAR        |
| 170427 - | 2003 UY92              | 20 d'octubre de 2003   | Palomar              | NEAT          |
| 170428 - | 2003 UL94              | 18 d'octubre de 2003   | Kitt Peak            | Spacewatch    |
| 170429 - | 2003 UP95              | 18 d'octubre de 2003   | Kitt Peak            | Spacewatch    |
| 170430 - | 2003 UH98              | 19 d'octubre de 2003   | Anderson Mesa        | LONEOS        |
| 170431 - | 2003 UT101             | 20 d'octubre de 2003   | Socorro              | LINEAR        |
| 170432 - | 2003 UL112             | 20 d'octubre de 2003   | Socorro              | LINEAR        |
| 170433 - | 2003 UQ112             | 20 d'octubre de 2003   | Socorro              | LINEAR        |
| 170434 - | 2003 UP117             | 28 d'octubre de 2003   | Socorro              | LINEAR        |
| 170435 - | 2003 UR118             | 17 d'octubre de 2003   | Kitt Peak            | Spacewatch    |
| 170436 - | 2003 UV122             | 19 d'octubre de 2003   | Socorro              | LINEAR        |
| 170437 - | 2003 UY123             | 20 d'octubre de 2003   | Palomar              | NEAT          |
| 170438 - | 2003 UF132             | 19 d'octubre de 2003   | Palomar              | NEAT          |
| 170439 - | 2003 UT132             | 19 d'octubre de 2003   | Palomar              | NEAT          |
| 170440 - | 2003 UC136             | 21 d'octubre de 2003   | Palomar              | NEAT          |
| 170441 - | 2003 UV141             | 18 d'octubre de 2003   | Anderson Mesa        | LONEOS        |
| 170442 - | 2003 UH144             | 18 d'octubre de 2003   | Anderson Mesa        | LONEOS        |
| 170443 - | 2003 UF145             | 18 d'octubre de 2003   | Anderson Mesa        | LONEOS        |
| 170444 - | 2003 UK149             | 20 d'octubre de 2003   | Kitt Peak            | Spacewatch    |
| 170445 - | 2003 UY151             | 21 d'octubre de 2003   | Socorro              | LINEAR        |
| 170446 - | 2003 UQ152             | 21 d'octubre de 2003   | Palomar              | NEAT          |
| 170447 - | 2003 UR152             | 21 d'octubre de 2003   | Palomar              | NEAT          |
| 170448 - | 2003 UX163             | 21 d'octubre de 2003   | Socorro              | LINEAR        |
| 170449 - | 2003 UT165             | 21 d'octubre de 2003   | Kitt Peak            | Spacewatch    |
| 170450 - | 2003 UK170             | 22 d'octubre de 2003   | Kitt Peak            | Spacewatch    |
| 170451 - | 2003 UJ172             | 20 d'octubre de 2003   | Socorro              | LINEAR        |
| 170452 - | 2003 UQ173             | 20 d'octubre de 2003   | Kitt Peak            | Spacewatch    |
| 170453 - | 2003 UH180             | 21 d'octubre de 2003   | Socorro              | LINEAR        |
| 170454 - | 2003 UL183             | 21 d'octubre de 2003   | Palomar              | NEAT          |
| 170455 - | 2003 UD184             | 21 d'octubre de 2003   | Palomar              | NEAT          |
| 170456 - | 2003 UF184             | 21 d'octubre de 2003   | Palomar              | NEAT          |
| 170457 - | 2003 UY188             | 22 d'octubre de 2003   | Kitt Peak            | Spacewatch    |
| 170458 - | 2003 UX192             | 20 d'octubre de 2003   | Kitt Peak            | Spacewatch    |
| 170459 - | 2003 UQ196             | 21 d'octubre de 2003   | Kitt Peak            | Spacewatch    |
| 170460 - | 2003 UG206             | 22 d'octubre de 2003   | Socorro              | LINEAR        |
| 170461 - | 2003 UO206             | 22 d'octubre de 2003   | Socorro              | LINEAR        |
| 170462 - | 2003 US206             | 22 d'octubre de 2003   | Kitt Peak            | Spacewatch    |
| 170463 - | 2003 UD207             | 22 d'octubre de 2003   | Kitt Peak            | Spacewatch    |
| 170464 - | 2003 UE209             | 23 d'octubre de 2003   | Kitt Peak            | Spacewatch    |
| 170465 - | 2003 UE211             | 23 d'octubre de 2003   | Kitt Peak            | Spacewatch    |
| 170466 - | 2003 UL212             | 23 d'octubre de 2003   | Kitt Peak            | Spacewatch    |
| 170467 - | 2003 UE220             | 21 d'octubre de 2003   | Socorro              | LINEAR        |
| 170468 - | 2003 UY227             | 23 d'octubre de 2003   | Kitt Peak            | Spacewatch    |
| 170469 - | 2003 UC234             | 24 d'octubre de 2003   | Socorro              | LINEAR        |
| 170470 - | 2003 UU236             | 23 d'octubre de 2003   | Kitt Peak            | Spacewatch    |
| 170471 - | 2003 UJ237             | 23 d'octubre de 2003   | Haleakala            | NEAT          |
| 170472 - | 2003 UF239             | 24 d'octubre de 2003   | Socorro              | LINEAR        |
| 170473 - | 2003 UM242             | 24 d'octubre de 2003   | Socorro              | LINEAR        |
| 170474 - | 2003 UH244             | 24 d'octubre de 2003   | Socorro              | LINEAR        |
| 170475 - | 2003 UV252             | 26 d'octubre de 2003   | Kitt Peak            | Spacewatch    |
| 170476 - | 2003 UZ252             | 26 d'octubre de 2003   | Kitt Peak            | Spacewatch    |
| 170477 - | 2003 UF259             | 25 d'octubre de 2003   | Socorro              | LINEAR        |
| 170478 - | 2003 UZ260             | 26 d'octubre de 2003   | Kitt Peak            | Spacewatch    |
| 170479 - | 2003 UY261             | 26 d'octubre de 2003   | Socorro              | LINEAR        |
| 170480 - | 2003 UC266             | 28 d'octubre de 2003   | Socorro              | LINEAR        |
| 170481 - | 2003 UH268             | 28 d'octubre de 2003   | Socorro              | LINEAR        |
| 170482 - | 2003 UC269             | 28 d'octubre de 2003   | Haleakala            | NEAT          |
| 170483 - | 2003 UU271             | 28 d'octubre de 2003   | Socorro              | LINEAR        |
| 170484 - | 2003 UN272             | 29 d'octubre de 2003   | Socorro              | LINEAR        |
| 170485 - | 2003 UC277             | 30 d'octubre de 2003   | Haleakala            | NEAT          |
| 170486 - | 2003 UE281             | 28 d'octubre de 2003   | Socorro              | LINEAR        |
| 170487 - | 2003 UE285             | 22 d'octubre de 2003   | Kitt Peak            | M. W. Buie    |
| 170488 - | 2003 UQ287             | 21 d'octubre de 2003   | Palomar              | NEAT          |
| 170489 - | 2003 UG298             | 16 d'octubre de 2003   | Kitt Peak            | Spacewatch    |
| 170490 - | 2003 UZ300             | 17 d'octubre de 2003   | Anderson Mesa        | LONEOS        |
| 170491 - | 2003 UJ310             | 21 d'octubre de 2003   | Kitt Peak            | Spacewatch    |
| 170492 - | 2003 UJ314             | 18 d'octubre de 2003   | Anderson Mesa        | LONEOS        |
| 170493 - | 2003 UY314             | 21 d'octubre de 2003   | Kitt Peak            | Spacewatch    |
| 170494 - | 2003 VE4               | 14 de novembre de 2003 | Palomar              | NEAT          |
| 170495 - | 2003 VQ7               | 15 de novembre de 2003 | Palomar              | NEAT          |
| 170496 - | 2003 VK8               | 15 de novembre de 2003 | Palomar              | NEAT          |
| 170497 - | 2003 WE2               | 16 de novembre de 2003 | Catalina             | CSS           |
| 170498 - | 2003 WW5               | 18 de novembre de 2003 | Palomar              | NEAT          |
| 170499 - | 2003 WY5               | 18 de novembre de 2003 | Palomar              | NEAT          |
| 170500 - | 2003 WJ6               | 16 de novembre de 2003 | Kitt Peak            | Spacewatch    |